# Aquesta terra és meva (pel·lícula de 1943)
 Aquesta terra és meva  (original: This Land is Mine) és una pel·lícula estatunidenca dirigida per Jean Renoir, estrenada el 1943 i doblada al català.
Aquesta pel·lícula s'ha emès per televisió però no ha estat mai estrenada comercialment en sales de cinema.

## Argument
1942, Segona Guerra Mundial: Albert Lory, un solter d'edat madura, professor en un poble que se suposa de la França ocupada (no hi ha, però, cap referència geogràfica), està enamorat d'una jove col·lega, Louise Martin. Però tímid i vivint amb la seva mare possessiva, no gosa manifestar-se. A més, Louise està promesa amb Georges Lambert que resulta ser un «col·laborador» de l'ocupant alemany. Les maquinacions de Georges, els del germà de Louise, Paul –que és de la resistència– i els alemanys que procedeixen a detencions, porten l'Albert cap a una presa de consciència i un impuls patriòtic.

## Repartiment
- Charles Laughton: Albert Lory
- Kent Smith: Paul Martin
- Maureen O'Hara: Louise Martin
- George Sanders: Georges Lambert
- Walter Slezak: Major von Keller
- Una O'Connor: Emma Lory
- Philip Merivale: Professor Sorel
- Nancy Gates: Julie Grant
- Thurston Hall: L'alcalde Henri Manville
- Ivan Simpson: El jutge
- George Coulouris: El procurador
- Ludwig Donath (als crèdits Louis Donath): El capità alemany

## Premis
- 1943: Oscar al millor so per Stephen Dunn (RKO Radio SSD)

## Al voltant de la pel·lícula
- La música principal de la pel·lícula és la del Chant du départ.
- La pel·lícula va ser rodada de l'11 d'octubre de 1942 a l'11 de desembre de 1942.[2]
- Segona pel·lícula estatunidenca de Renoir.
- En un esforç sincer i responsable per penetrar per sota dels aspectes melodramàtics de l'ocupació nazi d'una terra estrangera i contemplar la llibertat contra la tirania en termes de conflicte dins de l'ànima humana, Jean Renoir i Dudley Nichols han produït aquesta pel·lícula. (...) Hi ha defectes òbvies en aquesta pel·lícula propagandística de guerra. Hauria d'haver estat un drama més fort. Però per als punts que toca i el seu concepte d'home com a vaixell cap a la llibertat, té el seu interès veure-la.[3]